# Il mondo dei miracoli
Pour plus de détails, voir Fiche technique et Distribution.
Il mondo dei miracoli est un melodramma strappalacrime italien réalisé par Luigi Capuano et sorti en 1959.

## Synopsis
Laura et Marco sont deux jeunes amoureux qui jouent dans une compagnie théâtrale. Un jour, cependant, Marco, entré en conflit avec son père, qui est un vieil acteur, quitte l'entreprise pour chercher meilleure fortune à Rome, dans le monde du cinéma.
Après quelque temps, Laura est émue par une lettre pleine d'affection que Marco lui a envoyée, elle le rejoint donc à Rome. Marco a loué une chambre chez Franca, une femme de bien qui essaie de bien le conseiller et qui est heureuse d'accueillir Laura chez elle. Mais le couple est plongé dans la crise par la présence — inattendue pour Laura — d'une autre femme, une actrice snob qui recherche la compagnie de Marco et lui téléphone souvent pour l'inviter dans sa chambre d'hôtel.
Laura, éplorée, retourne alors auprès de son père, qui, à cause d'une trop grande émotion, meurt lors d'une représentation sur la scène du théâtre. Entre-temps, Marco se rend de plus en plus compte qu'il ne veut pas renoncer à l'amour de Laura.

## Fiche technique
- Titre original italien : Il mondo dei miracoli[1]
- Réalisateur : Luigi Capuano
- Scénario : Oscar Andriani (it), Vinicio Marinucci (it), Sergio Sollima, Alfredo Giannetti, Alberto Vecchietti (it)
- Photographie : Augusto Tiezzi
- Montage : Jolanda Benvenuti (it)
- Musique : Michele Cozzoli
- Maquillage : Michele Trimarchi
- Producteur : Fortunato Misiano
- Société de production : Romana Film (it)
- Pays de production :  Italie
- Langue originale : italien
- Format : Noir et blanc — 35 mm — 1,37:1 — Son : Mono
- Genre : Melodramma strappalacrime
- Durée : 95 minutes (1 h 35)
- Dates de sortie :
  -  Italie : 25 juin 1959

## Distribution
- Virna Lisi : Laura Damiani
- Jacques Sernas : Marco Valenti
- Marisa Merlini : Franca
- Aldo Silvani : Alessandro Damiani
- Elli Parvo : Magda Damiani
- Kerima : Carmen Herrera
- Yvonne Sanson : Sarah
- Virgilio Riento : Oscaretto le souffleur
- Vittorio De Sica : Pietro Giordani
- Amedeo Nazzari : animateur de la conférence de presse
- Andrea Checchi : directeur de la photographie
- Anna María Aveta : assistante du réalisateur
- Silvio Bagolini : directeur de la station
- Virginia Balistrieri : actrice principale de la compagnie Damiani
- Luciano Bonanni : réalisateur américain
- Renato Chiantoni : acteur dans la société Damiani
- Fanfulla : acteur dans la compagnie Damiani
- Fedele Gentile : photographe
- Romolo Giordani : photographe
- Ignazio Leone : chef des figurants
- Amina Pirani Maggi : actrice
- Renato Malavasi : journaliste